# Canton de Changping
Le canton de Changping  (chinois simplifié : 昌平乡 ; chinois traditionnel : 昌平鄉 ; pinyin : Chāngpíng Xiāng; Zhuang : Canghbingz Yiengh) est un district administratif de la région autonome Zhuang du Guangxi en Chine. Il est placé sous la juridiction de la Xian de Fusui.

## Démographie
La population du district était de 25 054 habitants en 2011.

## Subdivisions administratives
Le canton de Changping exerce sa juridiction sur deux subdivisions - une communauté résidentielle et huit villages.
Communauté résidentielle：
- Changping (昌平社区)

Villages:
- Sairen(赛仁村), Mumin(木民村), Pingbai(平白村), Balian(八联村),Lianhao(联豪村),Sihe(四和村), Shili(石丽村) ,Zhonghua(中华村)